# Opius boharti
Opius boharti är en stekelart som beskrevs av Fischer 1966. Opius boharti ingår i släktet Opius och familjen bracksteklar. Inga underarter finns listade i Catalogue of Life.